# Ramal San Fernando-Pichilemu
El Ramal San Fernando-Pichilemu es una línea de ferrocarril chilena que conectaba las ciudades de San Fernando y el balneario de Pichilemu. Fue construido a partir de 1871 e inaugurado el 5 de enero de 1926. el ramal Pichilemu prestó servicios de carga hasta 1993, y de pasajeros hasta el 9 de marzo de 1986.
El ramal ha sufrido cierres y reaperturas desde finales del siglo XX, sin embargo actualmente se halla sin servicios y solo posee rieles hasta la estación Peralillo.

## Historia

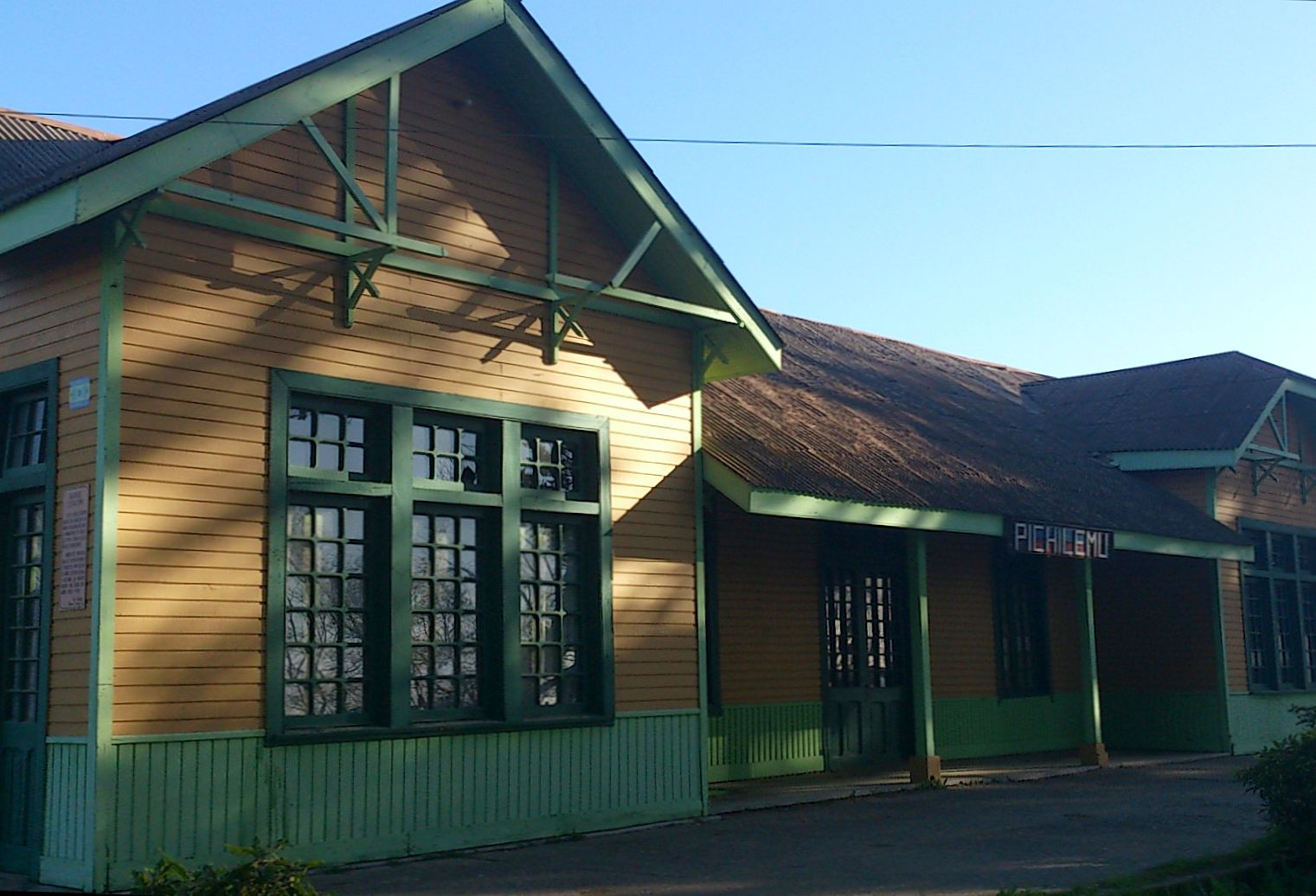
Antigua estación de ferrocarriles de Pichilemu.

### Construcción
Las primeras luces sobre un ferrocarril que transitaría por los fértiles campos del Valle de Colchagüa fueron presenciados con la llegada del tren a la estación de San Fernando, hecho acaecido el 3 de noviembre de 1862. Sin embargo, años más tarde, específicamente el 5 de enero de 1870 con la aprobación del proyecto por el Congreso, se inició la construcción del ramal San Fernando a Los Cruceros de La Palmilla.[cita requerida]
Este ferrocarril tuvo muchos problemas para salir adelante, empero, a pesar del menosprecio de algunos Parlamentarios que no encontraban razón para crear una vía férrea en dicha zona, se concretaron las obras siendo inauguradas: desde San Fernando a Nancagua el 1 de octubre de 1872, y hasta Palmilla el 25 de mayo de 1873.
Esto demostró que la línea férrea en cuestión comenzó su explotación mucho antes de lo señalado (siempre se hace mención al año 1873). Esta primera fase posee las siguientes estaciones: como inicio San Fernando, la estación movilizadora Empalme; Manantiales, la cual se encontraba a las afueras del fundo que llevaba el mismo nombre; Placilla (Monumento Nacional), Nancagua, Cunaco y La Palmilla como terminal.[cita requerida]
Debido al auge del mineral denominado salitre, a finales del siglo XIX, las arcas fiscales de la época crecieron en gran cantidad, trayendo consigo la construcción de una serie de obras públicas bajo el gobierno de José Manuel Balmaceda. Aquí se llevó a cabo primero la propuesta de extensión desde Palmilla a Alcones, esto en el año 1887. El estudio preliminar lo realizó el ingeniero don Domingo Víctor Santa María y Márquez de la Plata, hijo de Domingo Santa María González.
Sin embargo, Santa María elaboró el proyecto desde Palmilla a Pichilemu, debido al interés que despertó tener un puerto en dicho lugar, por lo cual se justificaba la construcción de un ferrocarril hacia la costa. La aprobación de la extensión de Palmilla a Alcones se llevó a cabo en el Congreso el 20 de enero de 1888.
Siguiendo lo expuesto por la revista En Viaje, el servicio de pasajeros llegó hasta la localidad de Alcones en 1893. Esta nueva fase posee nuevas estaciones: Colchagua (Monumento Nacional), Peralillo, Población (algunos la conocían como Pumanque); Marchigüe y Alcones. Dentro de las infraestructuras que tuvo este tramo se pueden observar los siguientes puentes: Los Maquis o Chimbarongo que cruza el estero del mismo nombre, Lihueimo, Puquillay, Yerbas Buenas y Cadenas (unos metros hacia el poniente del puente Yerbas Buenas). La franja entre Palmilla y Alcones tiene una longitud de 41 km, lo que sumado a la primera fase arroja un saldo de 81 km de largo.
Hasta aquí la construcción del ferrocarril no tuvo mayores inconvenientes, por eso fue que se pensaba en la realización de la última fase: Alcones a Pichilemu. Lo que no proyectó el Ingeniero Santa María, fue que este tramo será el responsable del atraso de la llegada del tren al balneario de Pichilemu y que, incluso, estuvo a punto de no concluirse.
Factores que justificaron el aumento de los años de construcción del ramal en la sección Alcones a Pichilemu, son:
1. Análisis de dos posibles trazados para la llegada a Pichilemu.
2. La corrección de algunos tramos ya estudiados en el anteproyecto de Santa María.
3. Las dificultades que presenta la Cordillera de la Costa.
4. Problemas de comunicación, huelgas, sueldos impagos entre los contratistas y el Ministerio de Industria y Obras Públicas.
5. Derrumbes en el terreno y contratiempos climáticos.

Estas causas generaron que, la fase ya mencionada, fuera la más conflictiva, lo cual generó en varias ocasiones la re-licitación de los trabajos y el atraso respectivo en la finalización de las obras.[cita requerida] Dentro de la difícil etapa de Alcones a Pichilemu, se cuentan las siguientes estaciones: Cardonal, El Lingue, El Puesto (cambiado a «Larraín Alcalde» mediante decreto del 17 de diciembre de 1915) y Pichilemu.
Las obras de arte que se realizaron en esta sección, son las que más atraen hasta el día de hoy: Túnel de La Viña (323 m); el Puente San Miguel; el Túnel de El Árbol (1960 m y Monumento Nacional, participando allí ingenieros como José Pedro Alessandri, Alejandro Guzmán Schremser y Ascencio Astorquiza); el Túnel de El Quillay (177 m); el Paso Inferior Las Mulas; El Paso Inferior Tres Ojos y el Puente Negro -cercano a la estación de Pichilemu. En total la vía desde Alcones a Pichilemu poseía 38 km, generando en toda la red un largo de 119,1 km, desde el Empalme Centinela (el actual) hasta el balneario de Pichilemu.

### Inauguración y apogeo

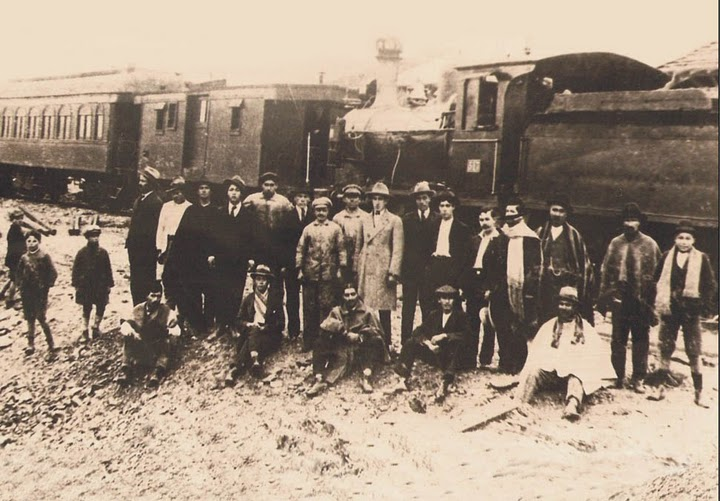
Tren en estación de Pichilemu, 1926.

57 años pasaron, desde los primeros alegatos en 1869 y posterior aprobación del proyecto del ramal a La Palmilla (5 de enero de 1870) hasta la fecha de la inauguración del trazado (hecho ocurrido casualmente un 5 de enero de 1926), para que circularan servicios ferroviarios en el tramo completo hacia Pichilemu o viceversa.
En esta inauguración existen dos elementos que pueden aseverar de manera más detallada la llegada del tren a Pichilemu en 1926: 
1. El diario El Mercurio del 6 de enero de 1926 relata la inauguración: «Ayer por primera vez corrió el primer entre San Fernando y Pichilemu».[7]
2. Según una entrevista realizada a la señora María Inés Córdova Lange —pasajera del primer tren a Pichilemu— comentó que «los coches iban repletos y que al momento de abordar el convoy en la estación de Colchagüa, les costó acceder al interior del tren», sin embargo, dijo que «el motivo por el cual iba en su capacidad máxima era que el viaje era gratuito».[cita requerida]

Concretando un balance entre los años 1900 —año en que se licita el ferrocarril Alcones a Pichilemu— y 1926 —año en que se inaugura—, la revista En Viaje señaló lo siguiente: el tren llega «hasta El Árbol en 1910, hasta Larraín Alcalde —en un principio El Puesto en honor al Fundo donde se emplazaba la estación— en 1916 y hasta Pichilemu en 1926». A partir de 1926, el ramal Pichilemu prestó servicios de carga hasta 1993, y de pasajeros hasta el 9 de marzo de 1986. El 29 de septiembre de 1934 la estación Paniahue pasó a denominarse Santa Cruz.

### Actualidad
En 2001 la sección San Fernando a Peralillo fue reparada con la finalidad de hacer circular el Tren del Vino, un servicio turístico promovido por la Corporación Ferroturística de Colchagua -y el empresario Carlos Cardoen-, el cual operó entre 2004 y 2010 con una locomotora tipo 57 n° 607 (Monumento Nacional) del año 1913, tres coches de pasajeros Linke Hofmann de 1930 y uno comedor de la misma marca de 1923.
En 2005 a raíz de la autorización firmada por el expresidente de Chile Ricardo Lagos, la Empresa de los Ferrocarriles del Estado licitó los rieles fuera de uso desde Peralillo a Pichilemu, donde se procedió en 2006 al levante de la línea férrea. A raíz del terremoto de 2010 y los daños que éste provocara a los rieles existentes, se suspendió el servicio turístico Tren del Vino quedando nuevamente la vía abandonada.